# I Am a Promise: The Children of Stanton Elementary School
I Am a Promise: The Children of Stanton Elementary School is een met een Oscar beloonde Amerikaanse documentaire uit 1993 van regisseurs Alan en Susan Raymond. De rolprent ging op 4 november 1994 in première.

## Inhoud
I Am a Promise gaat over de leerlingen en leraren van de Stanton Elementary School in een arme wijk in Philadelphia. Met weinig budget, weinig leerkrachten en met een overgroot deel van de leerlingen levend onder de armoedegrens probeert hoofd Deanna Burney met Stanton zo veel mogelijk kinderen klaar te stomen voor een respectabele toekomst. Ondertussen passeren drugs, gedragsproblemen en racisme de revue.
De volledige versie van I Am a Promise duurt 90 minuten.

## Prijzen
- Academy Award voor Beste Documentaire
- Emmy Award - Emmy Awards
- IDA Award - International Documentary Association
- Peabody Award - Peabody Awards

## Dvd
I Am a Promise kwam op 22 februari 2005 in de Verenigde Staten op dvd uit.